# Juan Pablo Roncone
Juan Pablo Roncone (Arica, 1982) es un escritor y abogado chileno.

## Carrera
Roncone nació en Arica, en el norte de Chile, en 1982. A comienzos de la década de 2000 se trasladó a la capital Santiago para estudiar leyes. Como autor, obtuvo reconocimiento con su colección de relatos Hermano ciervo. Su obra ha sido traducida al inglés y ha conformado antologías. En 2017 fue incluido en la lista Bogotá39, una selección de los mejores escritores de Latinoamérica menores de 39 años.

## Premios y reconocimientos
- Premio a la Creación Literaria Roberto Bolaño, 2007
- Premio Municipal de Literatura de Santiago, 2011
- Bogotá39, 2017